# Lamhot Sinaga

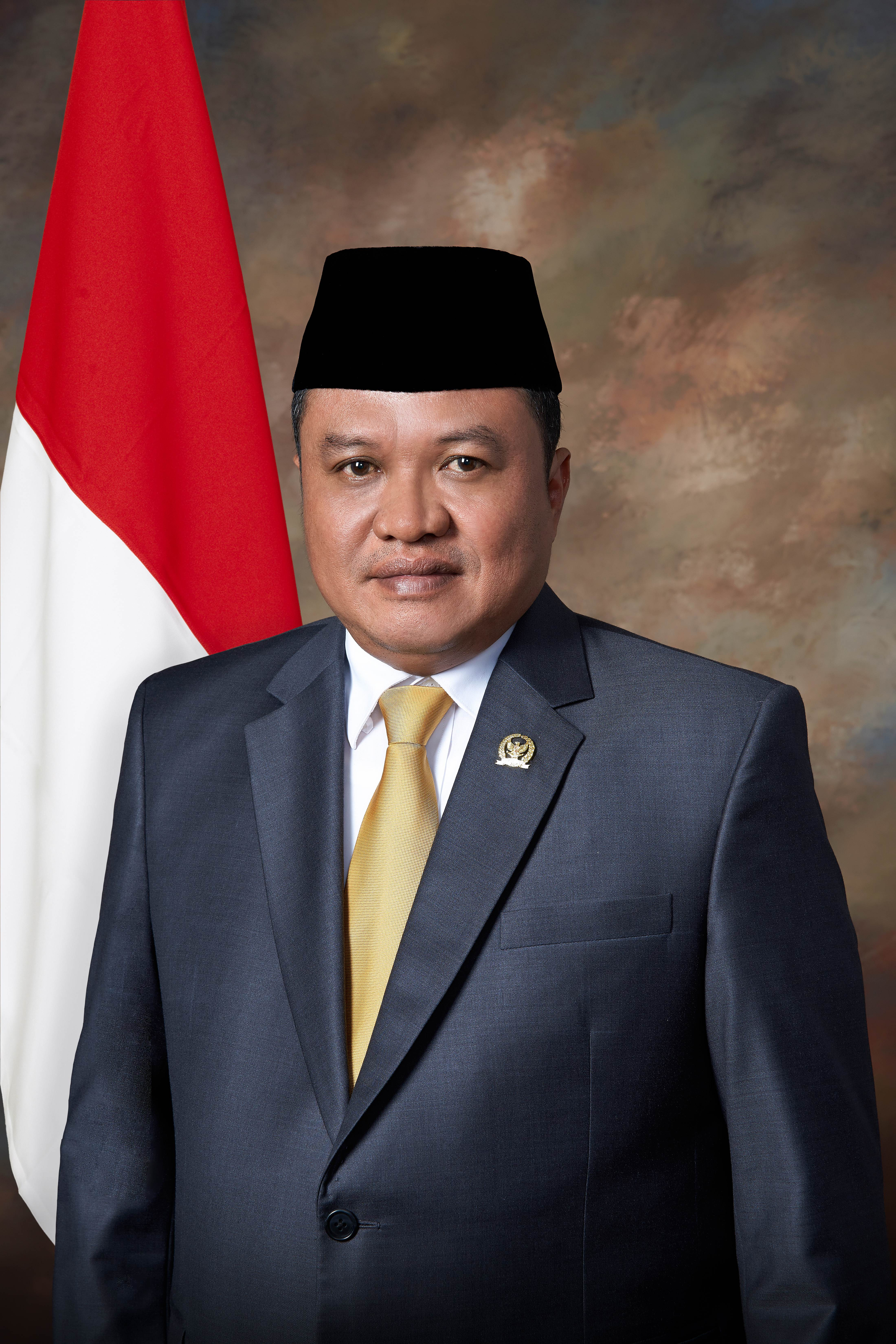
Lamhot Sinaga (23. November 2019)

Lamhot Sinaga (* 8. Februar 1973 in Lintong Nihuta, Humbang Hasundutan, Sumatra Utara, Sumatra) ist ein indonesischer Politiker der Partei der funktionalen Gruppen Golkar (Partai Golongan Karya), der seit 2019 Mitglied des Volksvertretungsrates der Republik Indonesien DPR-RI (Dewan Perwakilan Rakyat Republik Indonesia) ist.

## Leben
Lamhot Sinaga, der zur christlichen Bevölkerungsgruppe in Indonesien gehört, besuchte zwischen 1979 und 1985 die Bintang Kejora-Grundschule und von 1985 bis 1988 die Santo Yosep-Mittelschule in seinem Geburtsort Lintong Nihuta sowie zwischen 1988 und 1992 eine private Oberschule in Tangerang. Im Anschluss begann er 1992 ein Studium im Fach Chemieingenieurwesen an der Universitas Sultan Ageng Tirtayasa UNTIRTA in Serang, welches er 1998 als Chemieingenieur beendete. Er begann seine berufliche Laufbahn als Ingenieur bei der Aktiengesellschaft (Perseroan Terbatas PT Tripatra Engineering) und war in den folgenden Jahren als Ingenieur, Leitender Ingenieur und Vorstandsberater von verschiedenen Unternehmen tätig. 2004 wurde er sowohl Direktor von PT Xoixe Conpival sowie von  PT Xoixe Konstruksi und bekleidete beide Funktionen bis 2018. Er war darüber hinaus zwischen 2004 und 2017 Direktor von PT Mega Asri Pratama sowie von 2010 bis 2017 Mitglied des Risikomanagementausschusses des Vorstands von PT Perkebunan Nusantara IV, eine Tochtergesellschaft von PTPN III, die auf Ölpalmen- und Teeplantagen tätig ist.

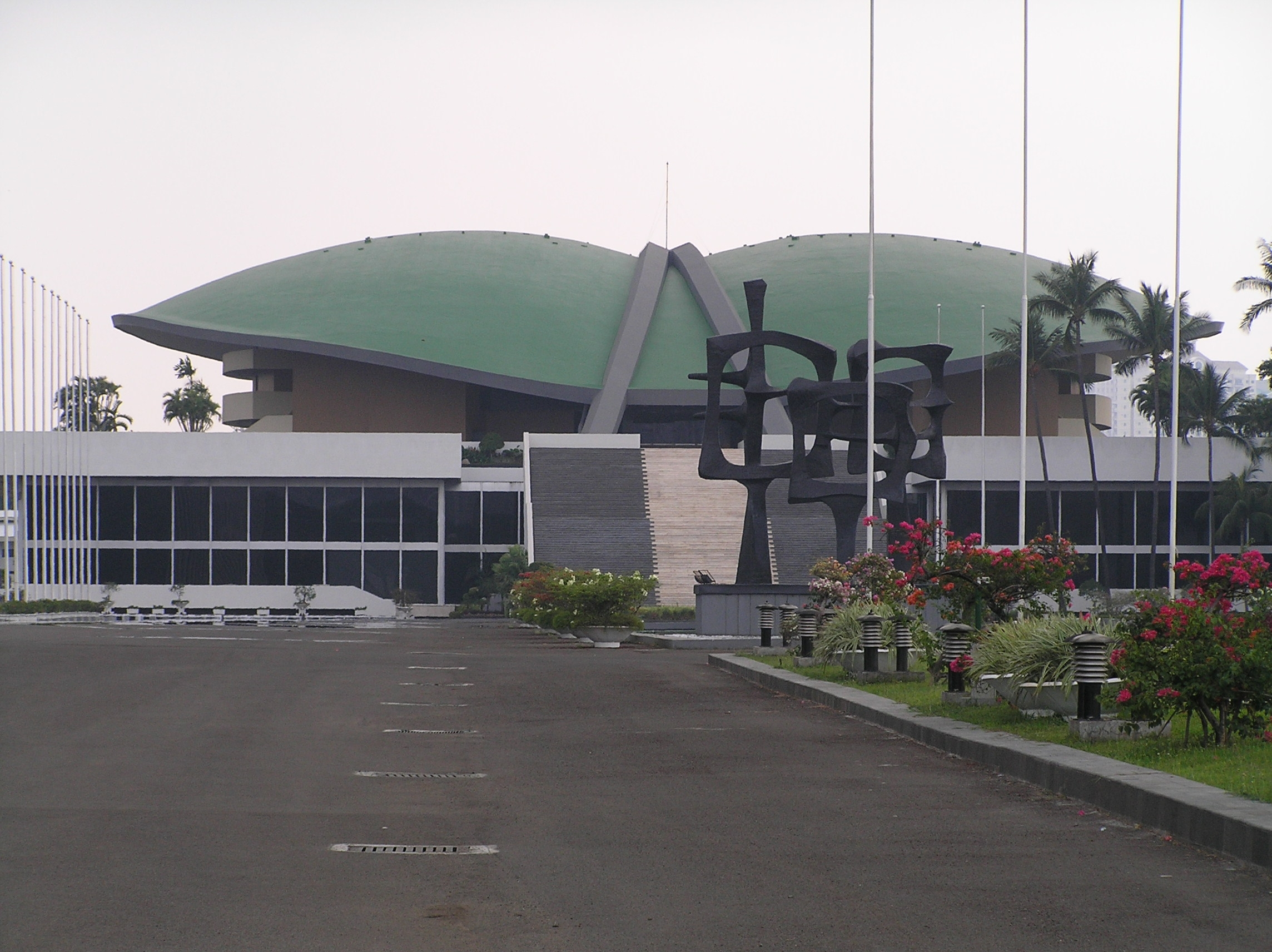
Das Gebäude des Volksvertretungsrates der Republik Indonesien, deren Mitglied er ist.

Sinaga ist seit 2013 Vorsitzender der Kollektiven Zentralen Führung PPK (Pimpinan Pusat Kolektif) der KOSGORO (Kesatuan Organisasi Serbaguna Gotong Royong), eine Organisation der GOLKAR für gegenseitige Zusammenarbeit, und war zugleich zwischen 2014 und 2016 stellvertretender Generalsekretär der Partei der funktionalen Gruppen GOLKAR. Er war zwischen 2017 und 2019 Vorsitzender des Zentralvorstandes DPP (Dewan Pimpinan Pusat) der GOLKAR sowie von 2019 bis 2024 Vorsitzender für Fischerei und maritime Angelegenheiten der GOLKAR.
Bei der Wahl am 17. April 2019 wurde Lamhot Sinaga als Kandidat der GOLKAR im Wahlkreis SUMATERA UTARA II erstmals Mitglied des Volksvertretungsrates der Republik Indonesien und gehört diesem seither an. In der bis 2024 dauernden Legislaturperiode ist er Mitglied der gesetzgebenden Körperschaft (Badan Legislasi), ein ständiges Organ der DPR-RI, das für Vorbereitung, Entwurf, Fertigstellung und Ratifizierung von Gesetzesentwürfen zuständig ist. Im Juli 2023 kritisierte er als DDP-Vorsitzender der GOLKAR die Bemühungen von Investitionsminister Bahlil Lahadalia um den Sitz des Golkar-Generalvorsitzenden und verglich dies mit „Unkraut, das in einem Weizenfeld wächst“. Bereits zuvor betonte er, dass das Beharren der Senioren der Golkar-Partei, sofort ein außerordentliches nationales Beratungsforum abzuhalten, um die Position von Airlangga Hartarto als Generalvorsitzender zu ersetzen, falsch und weit hergeholt sei. Im August 2023 bestritt er, kein Verdächtiger zu sein, der im Fall einer Dokumentenfälschung vom Generalstaatsanwalt festgenommen wurde.
Aus seiner Ehe mit Imelda Monavita Sibarani ging ein Kind hervor.